# Daewoo Prince
La Daewoo Prince è una berlina di segmento D prodotta dalla casa automobilistica sudcoreana Daewoo dal 1991 e al 1997.
La vettura era alimentata da due motorizzazioni a benzina ad aspirazione naturale a quattro cilindri della gamma Opel Family II in tre versioni da 1,8, 2,0 e 2,2 litri. La Prince era vendita in due versioni: la Daewoo Brougham e la Daewoo Super Salon. Insieme alla Hyundai Sonata e Kia Credos, la Prince rientrava nella categoria di berline di grandi dimensioni vendute nel mercato automobilistico sudcoreano.